# Brian the Brain
Brian the Brain è un fumetto di fantascienza  di Miguel Ángel Martín, di cui rappresenta la serie più nota.

## Trama
Ambientato in un imprecisato futuro, in una società che sembra la degenerazione ulteriore del mondo contemporaneo, il fumetto vede protagonista un bambino, Brian, nato da una donna cavia della ricerca medica impiegata presso il centro Biolab. Brian è privo della calotta cranica (è disegnato con le circonvoluzioni cerebrali a simulare i capelli) e dotato di poteri telepatici e telecinetici, per effetto degli ultrasuoni somministrati alla madre incinta. L'angoscioso mondo di Brian è un regno di malattia e disabilità, a volte con profili mostruosi, specie a carico di bambini. Ciò non è che il versante biologico della società stessa, la quale, proiezione terribile di un presente già degenerato, è cinica e ormai assuefatta ai mali morali, come il razzismo e in genere l'ingiustizia sociale, dai quali gli stessi bambini sono affetti. Il deforme Brian mette a nudo tale degenerazione con la sua sensibilità, altruismo, empatia verso il prossimo, ma anche con l'isolamento e il dolore a cui la sua normalità e umanità lo espongono in un mondo simile.

## Storia editoriale
In Spagna la serie esordì sulla rivista Krazy Comics nel 1990; l'anno seguente continuò sulla rivista Makoki fino alla chiusura della pubblicazione. La casa editrice Ediciones La Cúpula lo ha ristampato in albi all'interno della collana Brut Comix nel 1995 e in un volume antologico dieci anni dopo. Nel 2011 Martín ha ripreso il personaggio nel romanzo grafico La juventud de Brian the Brain, pubblicato da Rey Lear editorial.
Il personaggio esordì in Italia in una serie omonima, Brian the Brain, pubblicata dalla casa editrice Topolin Edizioni, fondata da Jorge Vacca, pubblicata con periodicità variabile dal 1997 al 2002 per otto numeri e con, in appendice, storie brevi di Bug, un'altra serie di Martin.